# هيدويغ من ساكسونيا
هيدويغ من ساكسونيا (حوالي.910 - حوالي.10 مايو 965)؛ كانت دوقة الفرنجة القرينة بزواجها من روبرتي هيو العظيم؛ وهي والدة الملك أوغو أول ملوك سلالة كابيتيون العريقة، هي الأبنة الكبرى لـ هاينريش صياد الطيور، ملك ألمانيا وزوجته الثانية القديسة ماتيلدا دي رينغلهايم، هي شقيقة الكبرى لـ أوتو العظيم أول أباطرة الرومان المقدس.

## الأبناء
انجبت له:-
1. بياتريس، تزوجت من فريدريك الأول دوق لورين العليا.[معلومة 1][1]
2. أوغو كابيه، [2] ملك الفرنجة.
3. إيما (حوالي 943 - بعد 968) تزوجت من ريتشارد الأول دوق نورماندي.[2]
4. أوتو، دوق بورغندي (944 - 965).
5. أودو-هنري الأول، دوق بورغندي (توفي 1002).